# Jamestown Vikings
Die Jamestown Vikings waren eine US-amerikanische Eishockeymannschaft aus Jamestown, New York. Das Team spielte in der Saison 2007/08 in der Mid-Atlantic Hockey League. 

## Geschichte
Die Mannschaft wurde 2007 als Franchise der erstmals ausgetragenen Mid-Atlantic Hockey League gegründet. In ihrer einzigen Spielzeit belegten die Vikings den dritten Platz der MAHL nach der regulären Saison. Die Saison wurde aufgrund finanzieller Probleme von der Leitung der Liga vorzeitig beendet und auf die Playoffs verzichtet. Spätere Versuche die Liga fortzuführen scheiterten, wodurch die Vikings endgültig aufgelöst wurden.

## Saisonstatistik
Abkürzungen: GP = Spiele, W = Siege, L = Niederlagen, T = Unentschieden, OTL = Niederlagen nach Overtime SOL = Niederlagen nach Shootout, Pts = Punkte, GF = Erzielte Tore, GA = Gegentore, PIM = Strafminuten
| Saison  | GP | W  | L  | T | OTL | SOL | Pts | GF  | GA  | Platz    | Playoffs |
| 2007/08 | 31 | 13 | 18 | — | —   | —   | 26  | 145 | 170 | 3., MAHL | —        |

## Team-Rekorde

### Karriererekorde
Spiele: 31  Zach Kane
Tore: 17  Charles Harvey,  J.P. Pauly
Assists: 25  Zach Kane,  Patrick Steinmayr
Punkte: 33  Zach Kane
Strafminuten: 135  Zach Kane

## Bekannte Spieler
- Patrick Steinmayr